# المرفق (نجم)
المرفق (بالإنجليزية: Mirfak أو Alpha Persei)‏ هو نجم ينتمي إلى كوكبة رأس الغول، وهو أشد تألقا من النجم المميز لكوكبة رأس الغول وهو رأس الغول. وهو نجم عظيم فائق لونة أبيض مصفر ويبعد عن الأرض نحو 590 سنة ضوئية، وعضو في تجمع نجمي تعرف بتجمع نجمي ألفا برسي Alpha Persei Cluster، أي أنه ينتمي إلى مجرتنا، مجرة درب التبانة.

## صفاته
يبلغ تألقه -4.50 قدر مطلق مما يجعله أشد ضياء من الشمس 5.000 مرة كما يقدر قطره أكبر 62 مرة من قطر الشمس. يماثل طيفه طيف بروكيون إنه يفوق بروكيون أيضا في شدة ضياءه.
ينوسط المرفق تجمع نجمي يعرف في العصر الحديث بتجمع ألفا برسي Alpha Persei Cluster ويمكن رؤيتها بنظارة مقربة عادي وهي تحوي عددا من نجوم كوكبة حامل رأس الغول الضعيفة التألق.
وبالنسبة إلى تصنيف هرتزشبرونج-راسل ل النسق الأساسي لتصنيف النجوم نجد أن المرفق يقع بالقرب من منطقة وجود النجوم المتغيرة. بذلك ينتمي المرفق إلى مجموعة النجوم الهامة فلكيا التي تستخدم «كشمعة عيارية» للمقارنة بين النجوم.

## مشاهدته
يسهل العثور على المرفق عن طريق التعرف علي كوكبة ذات الكرسي (كوكبة) التي تتخذ شكل W. نقوم بمد الخط الثاني لحرف W مسافة خمسة أضعاف النجم Alpha Sagittarii الذي يشكل أول زاوية من الحرف W.
|  |  |

## وصلات خارجية
- Mirfak
- موقع الكون في الإنترنت.